# Гароццо, Даниэле
Даниэле Гароццо (итал. Daniele Garozzo, род. 4 августа 1992 года) — итальянский фехтовальщик на рапирах, олимпийский чемпион 2016 года в личном первенстве и серебряный призёр Олимпийских игр 2020 года, четырёхкратный чемпион мира в команде (2015 и 2017), двукратный чемпион Европы (2017 и 2022), чемпион Италии 2015 года. Брат Энрико Гароццо.

## Биография
Родился в 1992 году в Катании. В 2008 году стал чемпионом мира среди кадетов.
В 2015 году стал серебряным призёром чемпионата Европы и чемпионом мира в командной рапире.
В 2017 году Даниэле стал чемпионом Европы в личной рапире, а в командных соревнованиях он занял третье место. На главном старте сезона — чемпионате мира — итальянец стал бронзовым призёром в индивидуальном первенстве, а затем выиграл свою вторую золотую медаль на чемпионатах мира, победив в командном турнире.
Через год итальянец дважды становился на вторую ступень пьедестала почёта на чемпионате Европы, остановившись в шаге от золотых медалей как в личной, так и в командной рапире.